# George Warren Richards
George Warren Richards, britanski general, * 1898, † 1978.